# Erhard Redlich
Erhard Redlich (* 27. Juni 1934 in Sedlitz (Senftenberg)) ist ein ehemaliger deutscher Fußballspieler. In der DDR-Oberliga, der höchsten Spielklasse im DDR-Fußball, war er von 1955 bis 1963 für den SC Aktivist Brieske-Senftenberg aktiv. Zwischen 1958 und 1961 spielte er in der DDR-Nachwuchsnationalmannschaft und in der B-Nationalmannschaft der DDR.

## Sportliche Laufbahn
Bis zum Sommer 1955 spielte Erhard Redlich Fußball in seinem Heimatort Sedlitz, zuletzt bei der Betriebssportgemeinschaft (BSG) Motor in der viertklassigen Bezirksklasse Dresden. Im Juli 1955 wechselte er zum Oberligisten SC Aktivist Brieske-Senftenberg. Bis zum Dezember 1955 wurde in der Oberliga eine Übergangsrunde mit 13 Spieltagen ausgetragen, um künftig die Saison dem Kalenderjahr anzugleichen. Der 21-jährige Redlich wurde sofort in die Stammelf des SC Aktivist aufgenommen und kam in elf Übergangsspielen zum Einsatz. Ab 1956 wurde die Oberliga wie bisher üblich wieder mit 26 Spieltagen durchgeführt, und bis 1960 blieb Redlich als Stürmer Stammspieler in Brieske. Die Saison 1960 wurde seine erfolgreichste Spielzeit beim SC Aktivist, denn er konnte alle 26 Punktspiele bestreiten und wurde mit neun Treffern auch Torschützenkönig seiner Mannschaft. Zuvor war er 1958 in den Kader der DDR-Nationalmannschaft aufgenommen worden und bestritt bis 1961 ein Nachwuchs- und drei B-Länderspiele. Anfang 1961 wurde der DDR-Fußballspielbetrieb wieder auf den Sommer-Frühjahr-Rhythmus umgestellt, und dazu spielte die Oberliga bis zum Juni 1962 eine Saison mit 39 Spieltagen. Redlich fehlte nur bei zwei Oberligaspielen und absolvierte auch 1962/63 22 der wieder üblichen 26 Spieltage. Am Ende dieser Spielzeit stand der SC Aktivist als Absteiger fest, und nach der Gründung des SC Cottbus im Sommer 1963 wurde die Fußballsektion des SC Aktivist in den Cottbusser Sportclub eingegliedert. Bis dahin hatte Redlich für die Briesker 184 Oberligaspiele bestritten und dabei 37 Tore erzielt.
Für den SC Cottbus spielte Redlich bis zum Januar 1966 in der zweitklassigen DDR-Liga. Von den 75 ausgetragenen Ligaspielen absolvierte er 67 Partien und erzielte 15 Tore. Im Februar 1966 wurde die Sektion Fußball ausgegründet und bildete die BSG Energie Cottbus, die den Ligaplatz des SC Cottbus übernahm. Bis zum Ende der Spielzeit 1966/67 wurde Redlich noch in 20 DDR-Liga-Spielen eingesetzt, und er kam noch zu zwei weiteren Punktspieltoren.